# Forêt de Bonifatu
La forêt de Bonifatu est un massif forestier du Nord-ouest de la Corse. Elle occupe une superficie de plus de 3 000 hectares. C'est une forêt territoriale, propriété de la Collectivité territoriale de Corse.

## Géographie

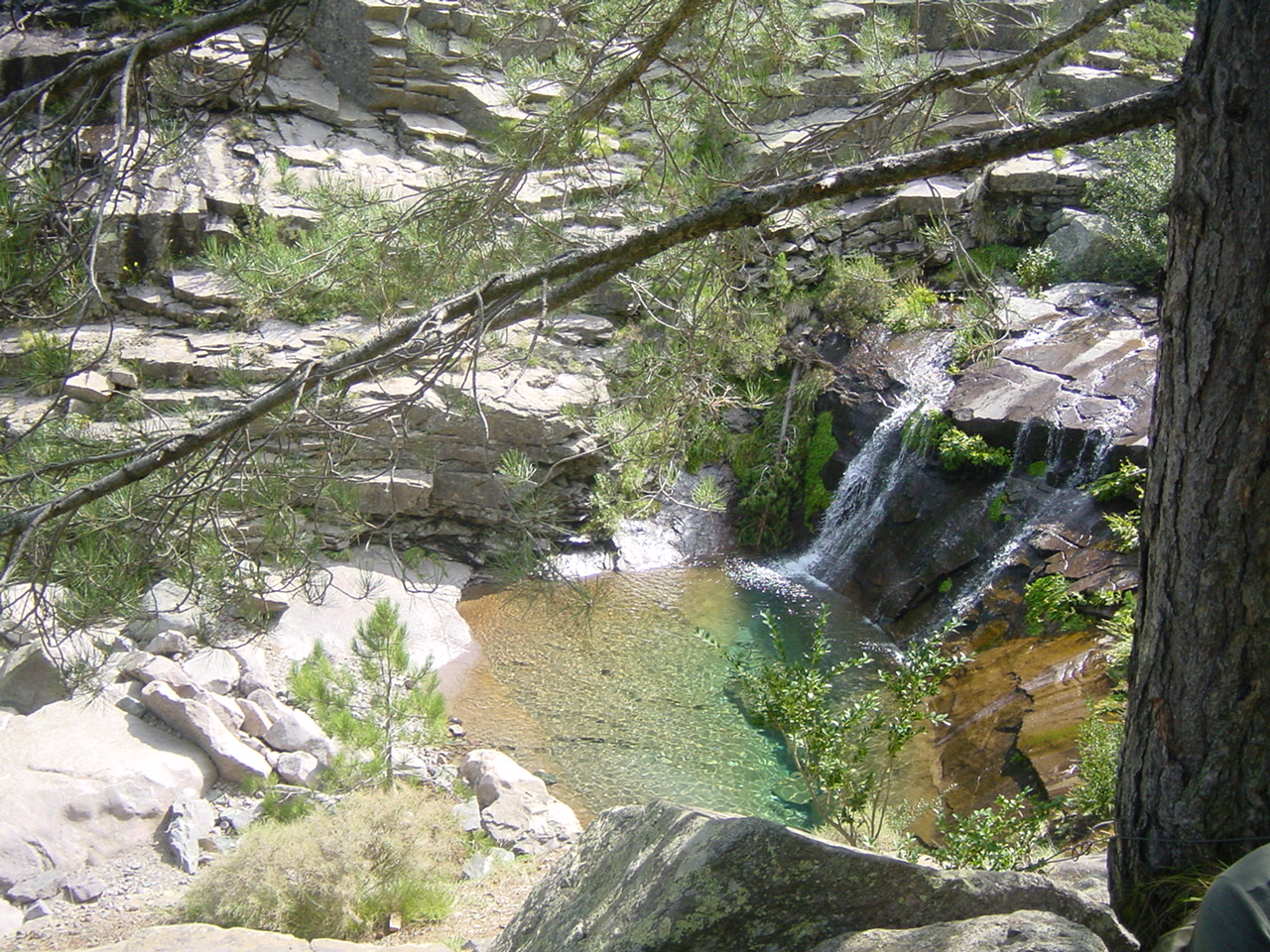
Piscine naturelle en forêt de Bonifato.

La forêt de Bonifatu est située sur le territoire de la commune de Calenzana, au sud de Moncale, dans l'arrière-pays calvais. 20 kilomètres la séparent de Calvi et de la mer.
La forêt de Bonifatu  occupe un majestueux cirque montagneux. Elle se trouve « à cheval » sur les limites nord-ouest du parc naturel régional de Corse. Y naît au pied de la punta di Spasimata (1 863 m), le ruisseau du même nom qui prend, en aval, les noms successifs de ruisseau de Lamitu puis de Figarella. Ses deux principaux affluents sont les ruisseaux de Meta di Filu et de Malaghia. Enclavée dans sa partie nord-est dans la vaste forêt communale de Calenzana – Moncale, elle occupe avec celle-ci les flancs aux pentes souvent très abruptes de tout le cirque de Bonifatu, s'étendant entre 300 et 2 000 m d'altitude.
Les sols sont siliceux peu profonds (sols bruns acides), la roche-mère étant principalement du granulite.

### Le cirque de Bonifatu
Il est formé par une ligne de crête composée de hauts sommets qui sont du nord au sud : 
- Capu Ghiovu (1 629 m)
- Monte Corona (2 144 m) - Refuge de l'Ortu di u Piobbu (1 520 m)
- Capu Ladroncellu (2 145 m)
- Punta Ghialla (2 085 m)
- Capu à u Carrozzu (2 139 m) - Refuge de Carozzu (1 270 m)
- Capu di a Marcia (2 154 m)
- A Muvrella (2 148 m)
- Cappu Penne Rosse (1 992 m)
- Capu di Meta di Filu (1 819 m)
- Capu a u Ceppu (1 951 m), point culminant du domaine de la forêt territoriale de Bonifatu
- Capu Formiculaghiu (1 713 m)
- Punta di Bonassa (1 179 m).

Cette ligne de crête qui délimite le bassin versant de la Figarella est entrecoupée de barres rocheuses et de cols dont parmi les plus réputés :
- Bocca di Tartagine (1 852 m)
- Col d'Avartoli (1 898 m)
- Bocca di a Muvrella (2 025 m)
- Bocca di Maghine (1 798 m)
- Bocca di Bonassa (1 152 m).

Ces cols escarpés permettaient autrefois la communication avec les vallées voisines de Tartagine, d'Asco et du Fango pour des activités pastorales et rurales, comme la transhumance aujourd'hui abandonnée.

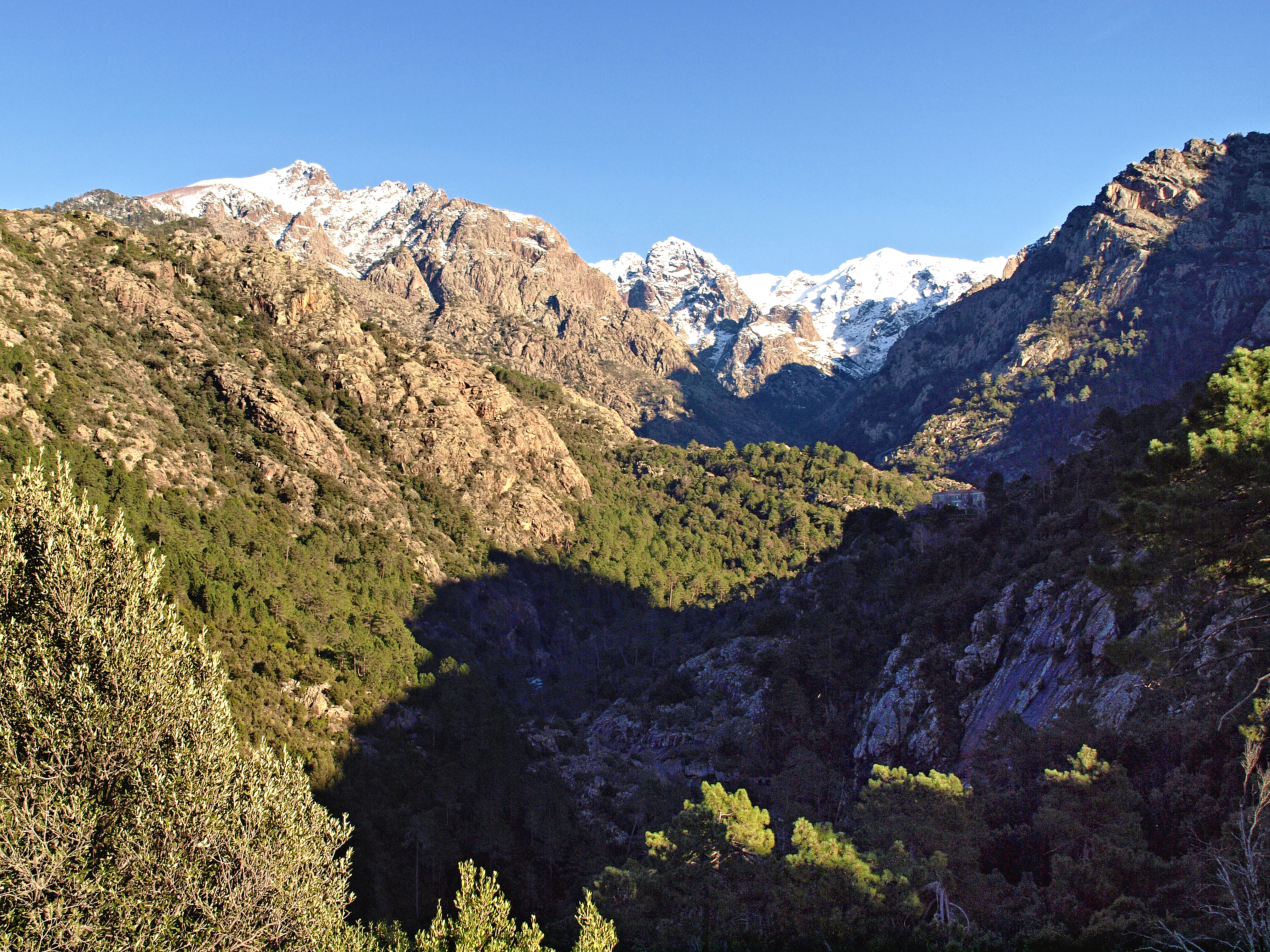
Vallon de Melaghia.
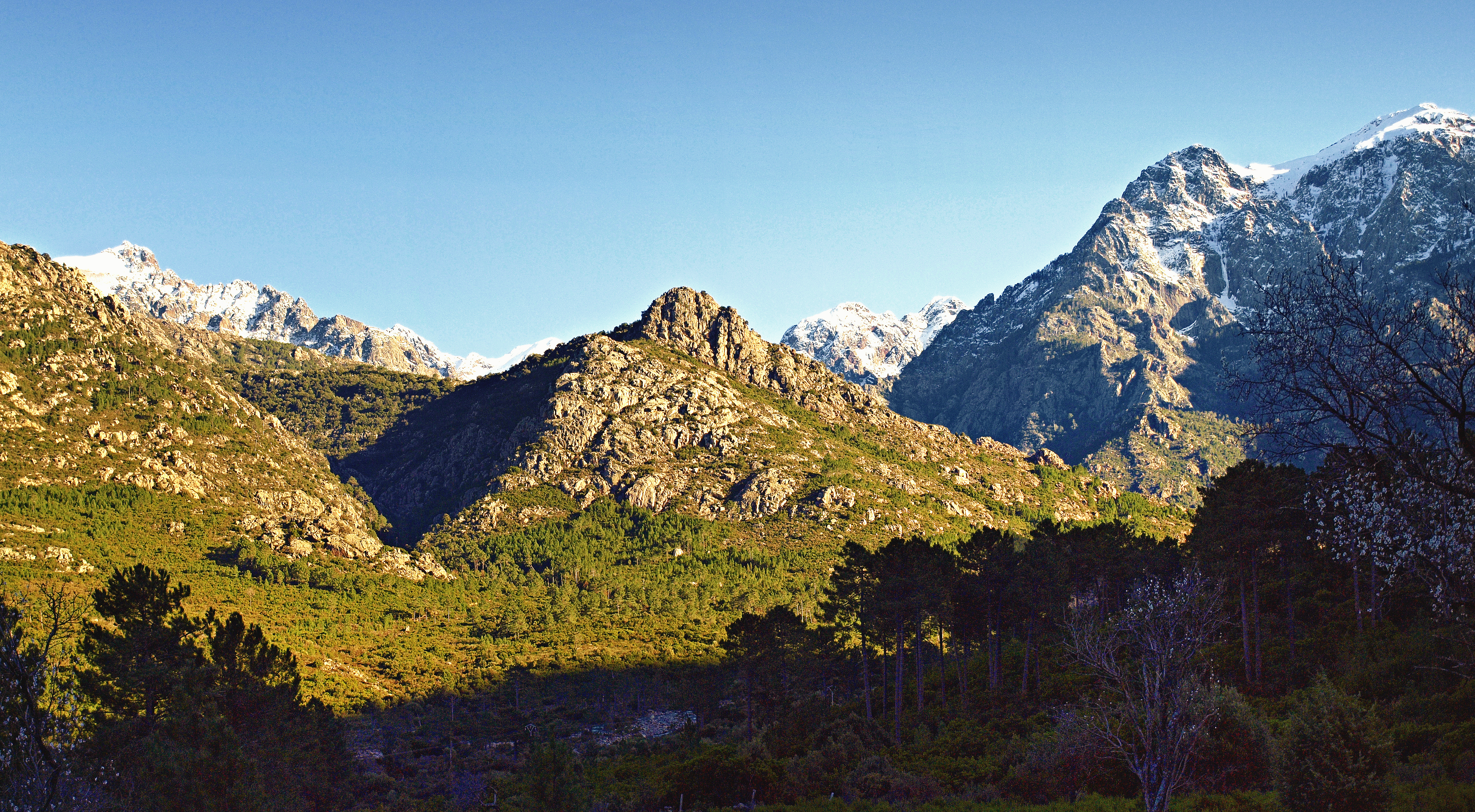
Partie du cirque de Bonifatu.
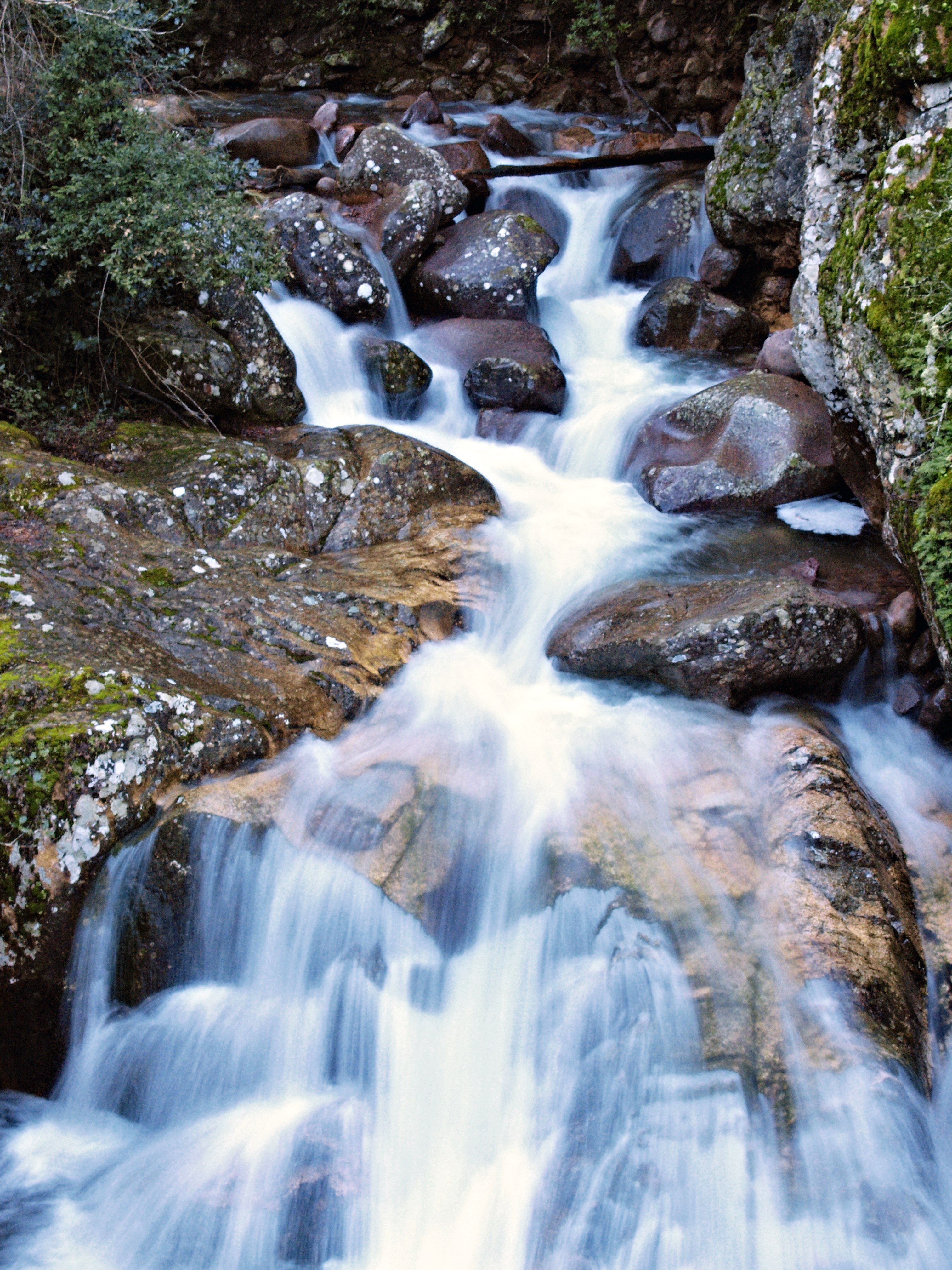
Ruisseau de Nocaghia affluent de la Figarella.

## Histoire
Autrefois, le prince Pierre-Napoléon Bonaparte  y possédait un chalet aujourd'hui ruiné.
La forêt de Bonifatu est gérée par l'ONF. 
Le site n'est pas habité. Hormis la maison forestière, seule une auberge gîte d'étape est ouverte en saison touristique.

## Accès

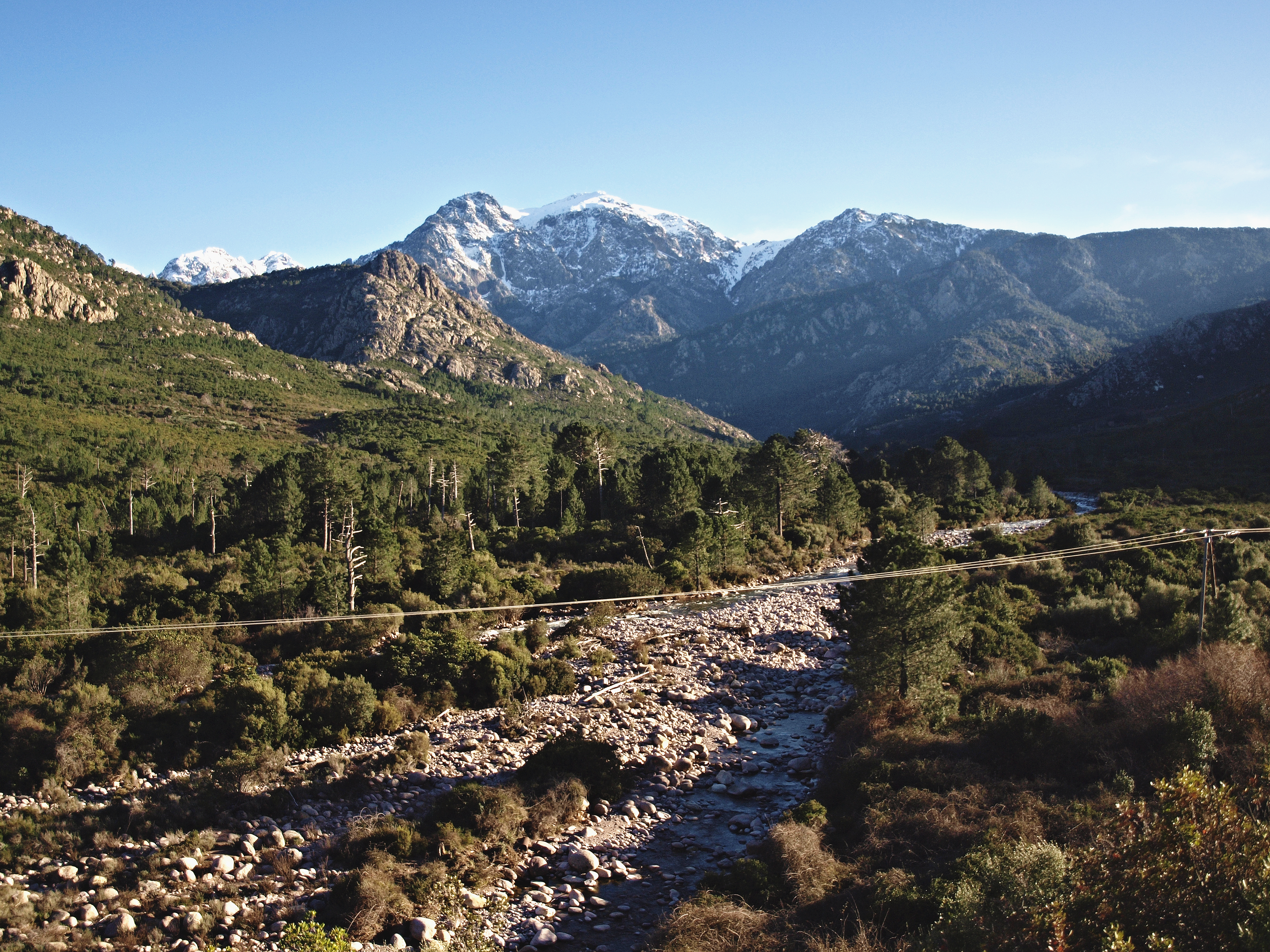
La Figarella dans la partie basse de Bonifatu.

Situé dans l'arrière-pays de Calvi, une station balnéaire prisée durant la saison estivale et proche d'une vingtaine de kilomètres, le site est très fréquenté en été. 
Seule la route D 251 permet d'y accéder. Cette petite route, qui longe en la remontant la rivière Figarella, conduit jusqu'à l'entrée du site peu après la maison forestière de Bonifatu et s'y termine en cul-de-sac. Parking payant à l'entrée, face à une auberge bivouac-gîte d'étape, à 538 m d'altitude.
Particularité de la D 251 : elle traverse le champ de tir de Campanella.

## Essences
En montant vers le cirque de Bonifatu, on rencontre d'abord à l'étage inférieur en exposition sud, les pins maritimes (pini en langue corse) (16 %) au milieu du maquis, puis les chênes verts (lecce) (5 %) en fond de vallon humide. À l'étage supérieur jusqu'à une hauteur maximale de 900 mètres, ne subsistent en exposition nord que les pins laricio (largi) (10 %) comme partout ailleurs dans les montagnes de Corse. Le restant de la superficie soit 69 % est composé d'autres essences et de rochers.

## Faune
La faune sauvage est remarquable. L'aigle royal et le gypaète barbu planent quelquefois au-dessus des crêtes. La sittelle corse, petit oiseau endémique, niche dans les vieux pins laricio. Elle se reconnait aisément car elle parcourt les troncs des pins la tête en bas.
Si le sanglier est abondant dans la forêt, les mouflons se font plus discrets, ne fréquentant que les zones non boisées en altitude.

## Dangers

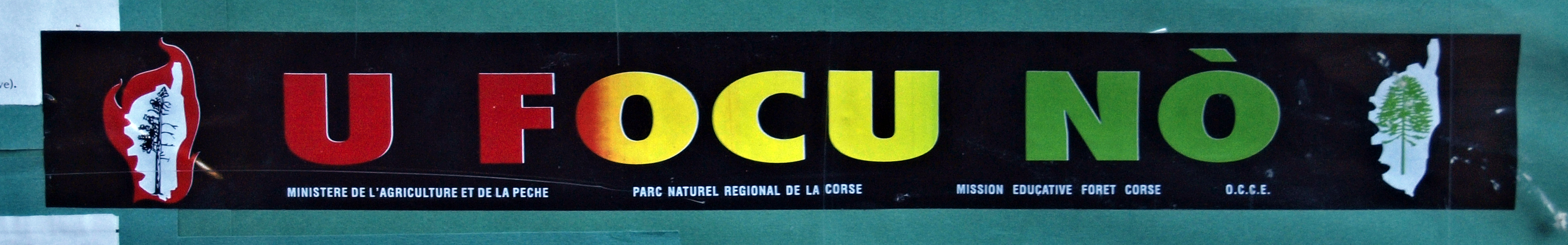

Comme toutes les forêts de Corse, la forêt de Bonifatu est très vulnérable au feu. Aussi est-elle placée sous haute surveillance tous les étés. Une signalétique a été mise en place pour avertir les visiteurs et les randonneurs des dangers en forêt et en montagne, mais aussi sur le cours d'eau de la Figarelle en raison de crues d'orage possibles l'été. Par le passé, elle a connu des périodes douloureuses avec des incendies meurtriers. En 1982 quatre randonneurs avaient péri dans un incendie.

## Randonnées
La forêt de Bonifatu offre plusieurs possibilités de randonnées avec le GR Tra Mare e Monti qui la traverse, et deux variantes du GR 20 qui permettent de le rejoindre, soit par le refuge de l'Ortu di u Piobbu (1 564 m) sous Monte Corona (2 144 m), soit par le refuge de Carozzu (1 259 m) sous Punta di Spasimata (1 863 m).
Des circuits en boucle balisés sont également indiqués à l'entrée.
Possibilité de bivouaquer à l'auberge et dans les refuges en montagne.

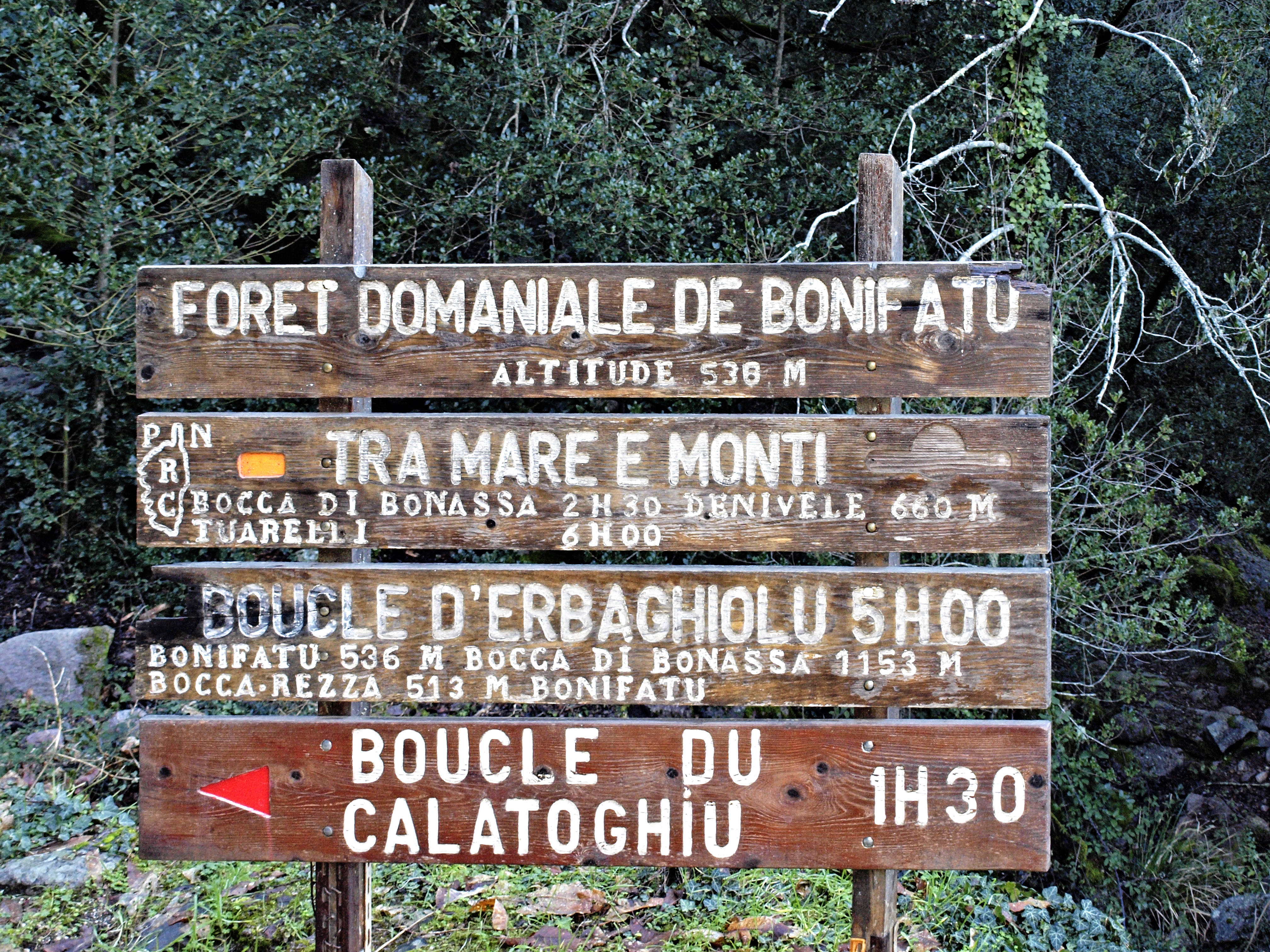
Panneau à l'entrée.
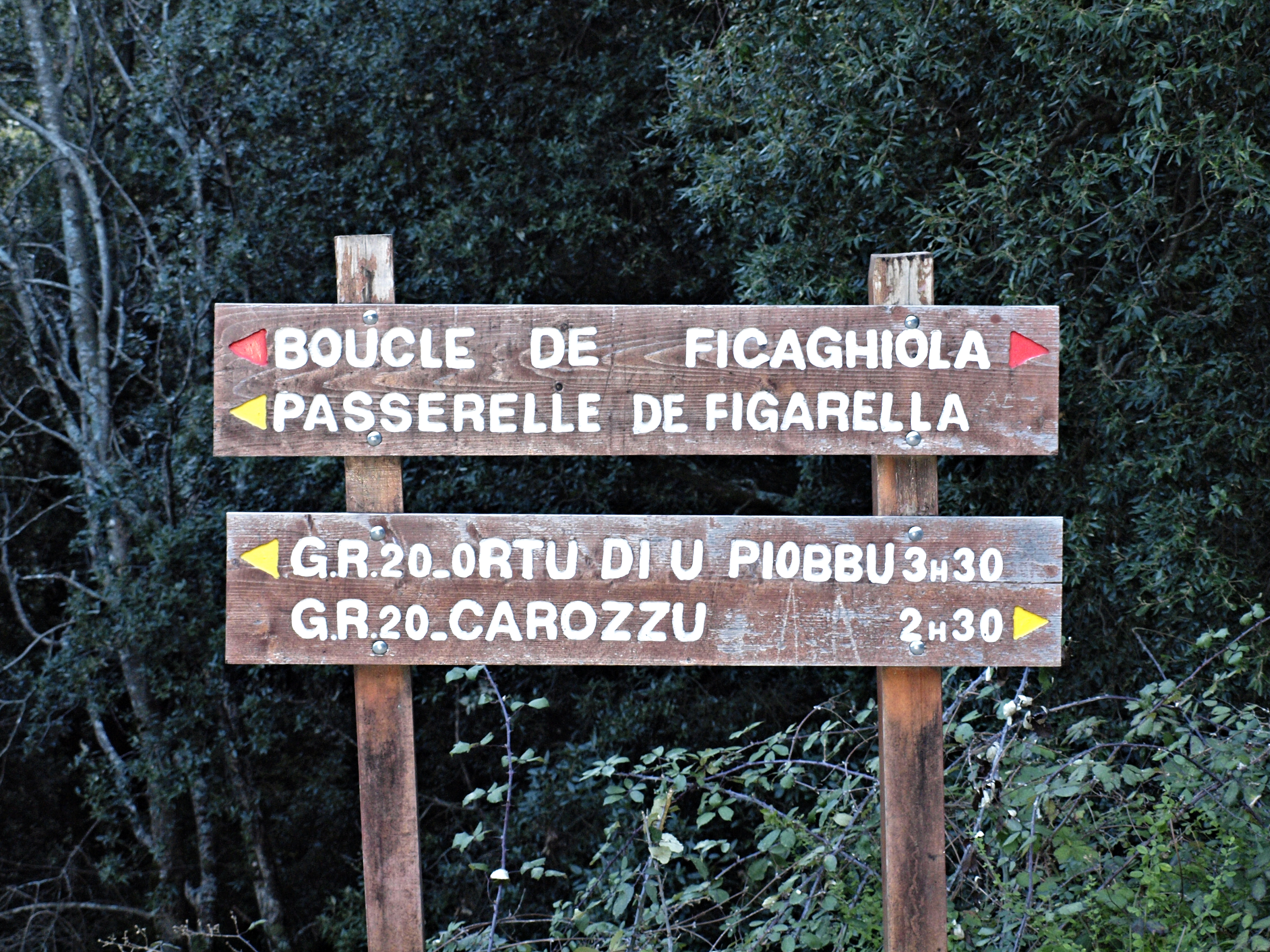
Vers le GR 20.
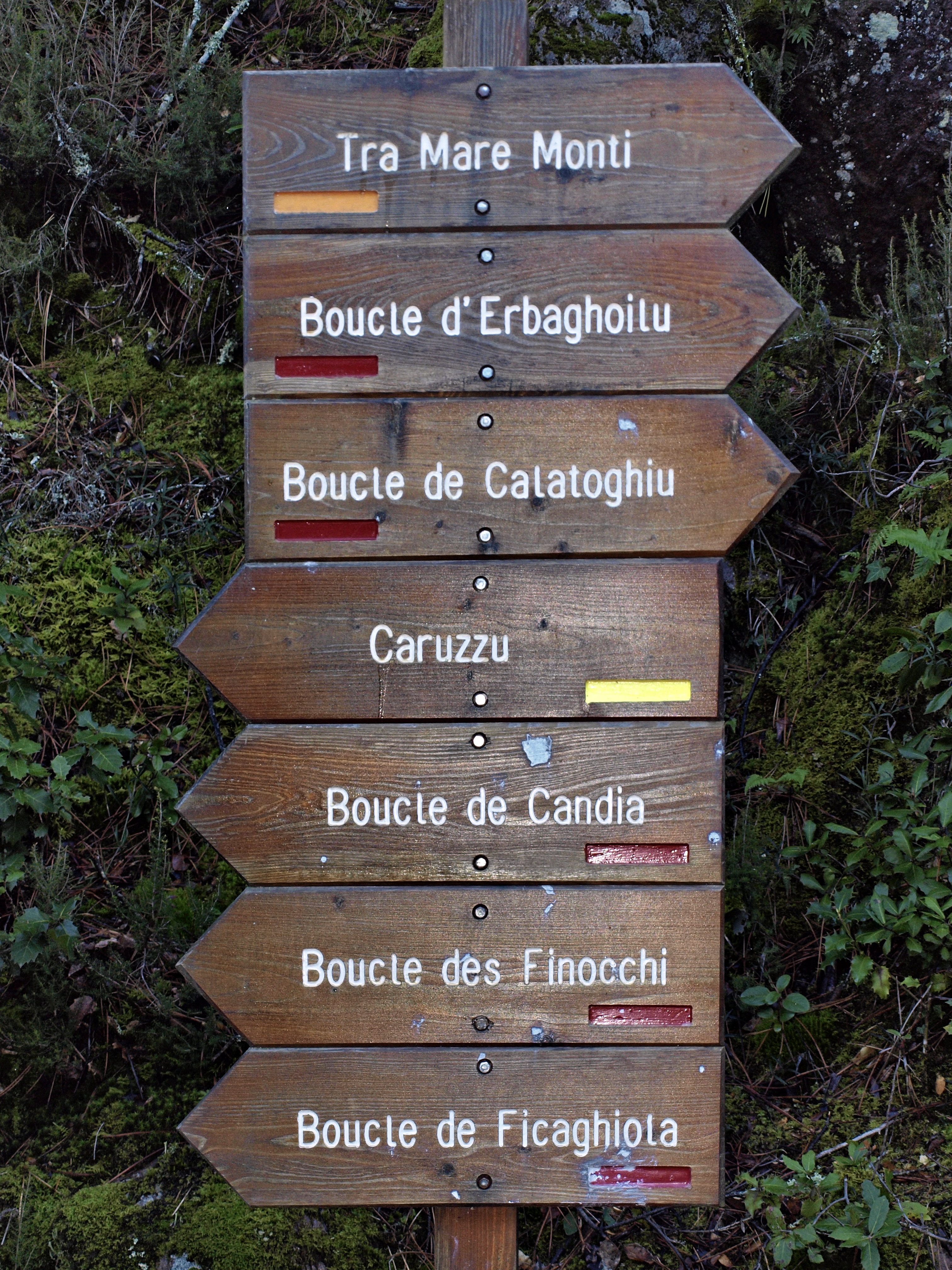
Balisage.